# Brontosaurus yahnahpin
A Brontosaurus yahnahpin a hüllők (Reptilia) osztályának dinoszauruszok csoportjába, ezen belül a hüllőmedencéjűek (Saurischia) rendjébe, a Sauropodomorpha alrendjébe, a Sauropoda alrendágába és a Diplodocidae családjába tartozó faj.

## Tudnivalók
A Brontosaurus yahnahpin, a kövületeinek vizsgálatából, valamint a rétegből amelyben megtalálták, arra hagy következtetni, hogy az eddig felfedezett három Brontosaurus-faj közül ez a legősibb; azaz meglehet, hogy nemében a legelsőként megjelent faj. Az állat körülbelül 156,3 millió évvel ezelőtt, a késő jura kor idején élt. Maradványait a wyomingi Albany megyében lévő alsó Morrison Formation-hoz tartozó Bertha Quarry-ban találták meg. Az állat elérte a 21 méteres hosszúságot. A típuspéldányt 1994-ben, James Filla & Patrick Redman írták le, illetve nevezték meg, de akkortájt az Apatosaurus egyik fajaként, Apatosaurus yahnahpin néven. Az állat fajneve, azaz a yahnahpin, a lakota mah-koo yah-nah-pin szóból származik, mely az egyes indiánok által viselt melldíszt jelenti (sültüskéből vagy csontból készült dísz, lásd az indiános képen). Ezt a megnevezést a szegycsont (sternum) bordáinak köszönhetően kapta, amivel úgy hat, mintha az indián dísz lenne. A TATE-001 raktárszámú holotípus egy majdnem teljes, azonban koponya nélküli csontvázból tevődik össze. A holotípuson kívül, egy másik példány is előkerült azonban ez jóval töredékesebb, hiányosabb. 1998-ban, Robert T. Bakker amerikai őslénykutató, miután átvizsgálta a maradványokat, arra a következtetésre jutott, hogy ezek egy még ősibb fajhoz tartoznak; és megalkotta az Eobrontosaurus taxont. Az eo- a görög eos-ból származik, jelentése „hajnal”. De ezzel sokan nem értenek egyet, és ezidáig az új taxon a Brontosaurus yahnahpin szinonimája maradt.

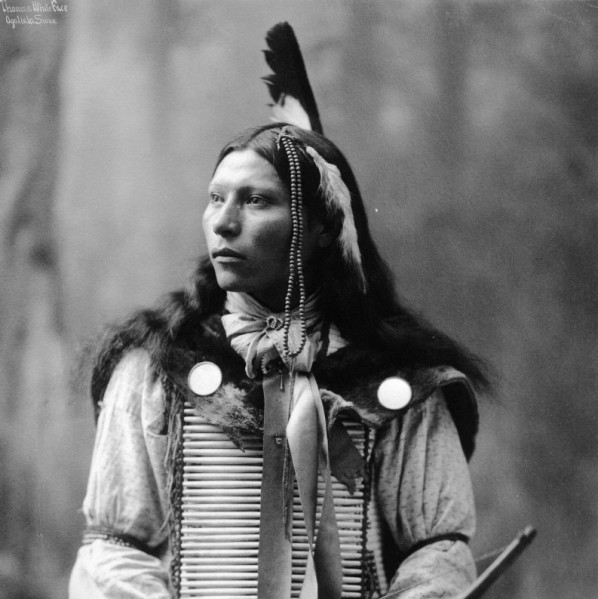
Lakota férfi melldísszel

## Fordítás
- Ez a szócikk részben vagy egészben  a   Brontosaurus című angol Wikipédia-szócikk ezen változatának fordításán alapul.  Az eredeti cikk szerkesztőit annak laptörténete sorolja fel. Ez a jelzés csupán a megfogalmazás eredetét és a szerzői jogokat jelzi, nem szolgál a cikkben szereplő információk forrásmegjelöléseként.